# Уринбоев, Аваз Рустамович
Аваз Рустамович Уринбоев (узб. Avaz Oʻrinboyev; 6 ноября 1978 года, Алтыарыкский район, Ферганская область, Узбекская ССР, СССР) — узбекский политический и государственный деятель, первый заместитель хокима Ферганской области (с 2021 года), ранее депутат Законодательной палаты Олий Мажлиса Республики Узбекистан III и IV созыва. Член Народно-демократической партии Узбекистана.

## Биография
Аваз Уринбоев окончил Ферганский политехнический институт и Банковскую финансовую академию Узбекистана.
В 1996 году начал трудовую деятельность в отделении «Тадбиркорбанка» Алтыарыкского района. С 1999 по 2005 годы работал в отделе банка «Асака» Алтыарыкского района, а в 2005—2011 годах — в главном управлении Центрального банка Ферганской области. В 2011—2012 годах заведовал отделом внешнеэкономической деятельности Кокандского филиала Национального банка, а в 2012—2015 годах — отделом Ферганской области того же банка.
В 2015 году избран в Законодательную палату Олий Мажлиса Республики Узбекистан III созыва, а в 2020 году переизбран на ещё один срок и назначен на должность члена Комитета по борьбе с коррупцией и судебно-правовым вопросам Законодательной палаты.
С 17 марта 2021 назначен первым заместителем хокима Ферганской области.